# Opća i nacionalna enciklopedija
Opća i nacionalna enciklopedija u 20 knjiga, hrvatska opća enciklopedija. Izlazila je od svibnja 2005. do kraja 2007. godine.

## Opis
Enciklopedija se prodavala po jedan svezak mjesečno, uz dnevne novine Večernji list. Do kraja 2007. godine izašlo je svih 20 svezaka. 2009. godine izašla je dopunska 21. knjiga i DVD izdanje.
Tiskana je u dvadeset svezaka i obuhvaća 6.000 stranica, 80.000 članaka i 19.000 ilustracija i obujmom je znatno manja od Opće enciklopedije JLZ, koja je izlazila od 1977. do 1982. godine. Ukupna količina teksta je tek oko polovice ili trećine; članci koji se ne odnose na događaje u posljednjih 30-ak godina, uglavnom su kraći. Npr. tekst o skladatelju Johannu Sebastianu Bachu ima 25 redaka uz jednu sliku, a u Općoj enciklopediji JLZ oko stotinu redaka uz dvije slike. Osim toga, nema većih zemljopisnih karti ni reprodukcija umjetničkih djela velikog formata.
Izdavači su Pro Leksis d.o.o. i Večernji list d.d., a glavni urednik enciklopedije je Antun Vujić.

## Međumrežna inačica
Sastoji se od oko 62.000 članaka. Uže uredništvo enciklopedije čini 9 ljudi, a ukupno je na enciklopediji radilo više od 50 urednika, suradnika i autora članaka. 
Predstavljena je u travnju 2009. godine, a nastala je kao rezultat suradnje Hrvatske akademske i istraživačke mreže CARNet i tvrtke Pro Leksis d.o.o., uz potporu Ministarstva znanosti, obrazovanja i športa. Enciklopediji su jedno vrijeme mogli pristupati samo CARNetovi korisnici (učenici, studenti, učitelji, nastavnici, profesori, znanstvenici, znanstveni novaci i zaposlenici ustanova u sustavu CARNeta).

## Vanjske poveznice
- Proleksis enciklopedija: prva hrvatska opća i nacionalna online enciklopedija (Javno dostupna na stranicama Leksikografskoga zavoda Miroslava Krleže)